# Języki nowoindoaryjskie
Języki nowoindoaryjskie (nowoindyjskie) wykształciły się na przełomie pierwszego i drugiego tysiąclecia. Wyznaczyły nowy etap w rozwoju języków indoaryjskich. W porównaniu do języków średnioindoaryjskich zachowały tylko dwa rodzaje gramatyczne – męski i żeński (zanikł rodzaj nijaki). Używane są głównie w północnych Indiach.
Umocniły się tendencje zapoczątkowane w okresie średnioindoaryjskim. Przykłady: 
- Rzeczowniki odsłowne znalazły się w powszechnym użyciu.
- Dyftongi ai i au uległy monoftongizacji. Samogłoski w pozycjach finalnych skróciły się lub w ogóle wypadły. Spółgłoski d i dh pomiędzy samogłoskami zostały zastąpione r i rh.
- Większość rzeczowników rodzaju nijakiego przybrało formę rodzaju męskiego. Tylko niewielka część przybrała formy rodzaju żeńskiego. Na przykład, rzeczownik अग्नि (agni) (w prakrytach r. nijakiego) stał się rzeczownikiem r. żeńskiego आग (āg) w hindi i याग (yag) w romskim.

Języki literackie wyraźniej oddzieliły się od mowy potocznej, zastępując wyrazy pochodzenia perso-arabskiego formami sanskryckimi. Widać to wyraźnie w nowoindoaryjskim bengalskim, w którym z czasem utrwalił się podział na wysoki Sadhu-Bhasa i potoczny Calit-Bhasa.
Grupa nowoindoaryjska obejmuje: hindi, urdu, bengalski, marathi, pendżabski, grudźarati, orija, assamski, nepalski, syngaleski, sindhi i romski (cygański).